# Петро Шафранець
Пйотр (Петро)́ Шафра́нець (пол. Piotr Szafraniec; — 1437) — польський шляхтич, державний діяч Королівства Польського останньої чверті XIV — першої третини XV століття. Перший польський подільський староста  (у 1404—1405 роках).

## Життєпис

Син краківського підстолія Пйотра Шафранця. Пйотр Шафранець-старший згадується в актах 1387 та 1395 років у чині краківського підстолія .
Пйотр Шафранець-молодший був зв'язаний із королівським двором від початку своєї кар'єри. Почергово: краківський підстолій у 1398—1406 роках, краківський підкоморій у 1406—1430 роках, сандомирський воєвода у 1431—1433 роках, краківський воєвода у 1433—1437 роках.
3 (12) березня 1404 року польський король Владислав II Ягайло надав Пйотру Шафранцю поселення Сатанів з околицями та Зіньків з околицями. Надання містило низку застережень:
- а) дідич сам або через рівного собі заступника має жити в наданих маєтностях;
- б) він має ставити в закордонні походи 6 сулиць (списників) і 12 стрільців, а коли треба обороняти край — ставати з усіма своїми людьми;
- в) передати свою маєтність третій особі він може тільки за королівським дозволом;
- г) піддані його мають сповняти всі служби й давати податки, які були за давніших володарів Поділля (Коріятовичів) [5].

Невдовзі ці маєтки викупив у Шафранця за 1000 кіп широких (празьких) грошів великий литовський князь Вітовт .
1415 року Пйотр Шафранець, будучи краківським підкоморієм, передав синові деякі села в Галичині .
Десь від 1423 року разом із братом Яном Шафранцем (коронним канцлером, пізніше куявським біскупом) очолював угрупування при дворі і був одним із найближчих королівських радників.
Під Володимиром-Волинським самбірський староста Пйотр Одровонж отримав 8 вересня 1431 від короля Польщі Владислава ІІ надання 10 сіл у Смотрицькому, Вінницькому повітах (перед тим були в заставі у воєводи краківського Пйотра Шафранця).
Дружина — Ружа (прізвище невідоме). Відомі діти:
- Пйотр Шафранець з Піскової Скали та Лучиць (пом. 1442) — краківський підкоморій, тлумацький, сандомирський староста
- Катажина — дружина Марціна з Москоржева.